# Diagnóza
Diagnóza (z řec. διαγνώσις dia-gnósis, roz-poznání, rozlišení, vyšetření) znamená soustavné určování a klasifikaci nějakého obvykle nežádoucího stavu, zejména nemoci, případně i poruchy nebo poškození. Vychází obvykle z nějakých pozorovatelných symptomů (příznaků) a snaží se najít jejich příčinu. Metodami a prostředky diagnózy se zabývá diagnostika.
Pojem se užívá zejména v medicíně, ale také v psychologii, v pedagogice, v technice i v dalších oborech.